# Islam en Argelia
El Islam es la religión mayoritaria y estatal en Argelia. La gran mayoría de los ciudadanos son musulmánes sunitas pertenecientes a la escuela de jurisprudencia (fiqh) de Maliki, con una minoría de Ibadíes Islam, la mayoría de los cuales viven en la región del valle de M'Zab. El Islam proporciona a la sociedad su identidad social y cultural central y da a la mayoría de los individuos su orientación ética y actitudinal básica. La observancia ortodoxa de la fe está mucho menos extendida y firme que la identificación con el Islam. También hay filosofías sufíes que surgieron como reacción a las perspectivas teóricas de algunos eruditos.